# 翁城镇
翁城镇，是中华人民共和国广东省韶关市翁源县下辖的一个乡镇级行政单位。区域面积137.19平方千米。

## 行政区划
翁城镇下辖以下地区：
翁城社区、定南村、富陂村、桂湖村、黄塘村、腊岭村、马东村、明星村、墨岭村、泉坑村、泉岭村、群益村、胜利村、五一村、星光村、秀峰村、沾坑村和了坑村。